# Nhóm methyliden

Phần màu xanh lam của phân tử propen này là một nhóm methyliden.

Trong hóa học hữu cơ, nhóm methyliden là bất kỳ phần nào của phân tử bao gồm hai nguyên tử hydro liên kết với một nguyên tử carbon, được nối với phần còn lại của phân tử bằng một liên kết đôi. Nhóm này có thể được biểu diễn dưới dạng CH2=, trong đó '=' biểu thị cho liên kết đôi.

3-Methylidenecycloprop-1-en được đặt tên là cyclopropen với nhóm thế là methyliden.

Điều này trái ngược với methylen, được biểu diễn dưới dạng −CH2-, được nối với phần còn lại của phân tử bằng hai liên kết đơn. Sự phân biệt thường rất quan trọng, bởi vì liên kết đôi khác với hai liên kết đơn về mặt hóa học. Tên methyliden ngoài sử dụng cho gốc CH2=, còn được sử dụng cho phân tử CH2, còn được gọi là carben, hay methylen. Trước đây, tên methylen được sử dụng cho cả ba đồng phân (methylen, methyliden và carben).
Nhiều hợp chất hữu cơ được đặt tên theo nhóm methyliden. Ví dụ, 3-methylidenecycloprop-1-en được đặt tên là cyclopropen.